# بورا-بورا ۸۸۲۹۲
سیارک ۸۸۲۹۲ (به انگلیسی: 88292 Bora-Bora، نامگذاری:2001NL6) هشتاد و هشت هزار و دویست و نود و دومین سیارک کشف شده‌است که در ۱۲ ژوئیه ۲۰۰۱ کشف شد.